# Franceville (Nuevas Hébridas)
Franceville (actualmente Port Vila) era un municipio situado en Efate. Se estableció en 1889 para obtener un estatus legal básico, durante el período en que las Nuevas Hébridas eran un territorio neutral bajo la jurisdicción flexible de una comisión naval conjunta anglo-francesa.
En 1878, el Reino Unido y Francia declararon todas las Nuevas Hébridas como territorio neutral.  Para la protección de los ciudadanos franceses y británicos en las Nuevas Hébridas, se estableció una comisión naval conjunta en virtud de la Convención del 16 de octubre de 1887. Sin embargo, la convención no reclamaba jurisdicción sobre los asuntos nativos internos.
La falta de un gobierno funcional provocó un creciente descontento entre los colonos. Los franceses se sintieron especialmente incómodos porque la ley francesa solo reconocía los matrimonios cuando se contraían bajo una autoridad civil (la más cercana estaba en Nueva Caledonia ), mientras que la ley británica reconocía los matrimonios realizados por el clero local.  El 9 de agosto de 1889, Franceville se declaró comuna independiente bajo el liderazgo del alcalde / presidente electo Ferdinand-Albert Chevillard ,  y con su propia bandera roja, blanca y azul con cinco estrellas. 
Esta comunidad se convirtió en una de las primeras naciones autónomas en la historia registrada en practicar el sufragio universal sin distinción de sexo o raza.  Aunque la población del distrito en ese momento consistía en unos 500 nativos y menos de 50 blancos, solo a los hombres blancos se les permitía ocupar cargos. Uno de sus presidentes electos fue RD Polk , nativo de Tennessee y pariente de James K. Polk . 
El nuevo gobierno pronto fue suprimido y, en junio de 1890, se informó que Franceville como comuna había sido "prácticamente dividida".  Un censo de 1891 informó de 29 europeos adultos, lo que lo convierte en el asentamiento europeo más grande de las Nuevas Hébridas.  En 1906, la comisión naval fue reemplazada por un condominio británico-francés más estructurado .